# Jurij Zacharevič
Jurij Ivanovič Zacharevič (in russo Юрий Иванович Захаревич?; Mokšino, 18 gennaio 1963) è un ex sollevatore sovietico campione olimpico, mondiale ed europeo che ha gareggiato nelle categorie dei pesi medio-massimi (fino a 90 kg.), dei pesi massimi primi (fino a 100 kg.) e dei pesi massimi (fino a 110 kg.).

## Carriera
Considerato come uno dei sollevatori tecnicamente più dotati di tutti i tempi, Zacharevič cominciò a sollevare pesi poco più che bambino, facendo intravedere subito il suo grande talento.
All'età di 18 anni diventò campione mondiale juniores nella categoria dei pesi medio-massimi e nello stesso anno arrivò al 2º posto ai Campionati nazionali sovietici senior, venendo quindi convocato per i successivi Campionati mondiali ed europei di Lilla 1981, i quali furono il suo esordio tra i senior nelle grandi competizioni internazionali, vincendo la medaglia d'argento con 397,5 kg. nel totale, dietro al bulgaro Blagoj Blagoev (405 kg.).
Nel 1982 Zacharevič passò alla categoria superiore dei pesi massimi primi e partecipò ai Campionati mondiali ed europei di Lubiana, vincendo un'altra medaglia d'argento con 420 kg. nel totale, alle spalle del connazionale Viktor Soc (422,5 kg.) e davanti al cecoslovacco Bruno Matykiewicz (397,5 kg.).
Nel 1983 durante una gara subì un grave infortunio al gomito che rischiava di comprometterne la carriera, ma dopo un delicato intervento chirurgico riuscì a tornare ad allenarsi e a gareggiare, vincendo la medaglia d'oro nella categoria dei pesi massimi ai Campionati europei di Vitoria 1984 con 415 kg. nel totale.
Non poté partecipare alle successive Olimpiadi di Los Angeles 1984, dove sarebbe stato uno dei favoriti al titolo olimpico, a causa del boicottaggio dei Paesi dell'Est europeo.
Nel 1985 vinse la medaglia d'oro ai Campionati europei di Katowice con 407,5 kg. nel totale, battendo il cecoslovacco Anton Baraniak (402,5 kg.) e, qualche mese dopo, vinse la medaglia d'oro anche ai Campionati mondiali di Södertälje con 422,5 kg. nel totale, davanti al cecoslovacco Miloš Čiernik (397,5 kg.).
Nel 1986 si aggiudicò un altro titolo europeo con 430 kg. nel totale ai Campionati europei di Karl-Marx-Stadt, battendo il connazionale Serhij Nahirnyj (410 kg.), e in seguito si confermò sul tetto del mondo, vincendo la medaglia d'oro ai Campionati mondiali di Sofia con 447,5 kg. nel totale.
L'anno successivo centrò nuovamente l'accoppiata Europei-Mondiali, vincendo la medaglia d'oro ai Campionati europei di Reims con 440 kg. nel totale e, in seguito, la medaglia d'oro ai Campionati mondiali di Ostrava con 445 kg. nel totale.
Nel 1988 fu nuovamente medaglia d'oro ai Campionati europei di Cardiff con 452,5 kg. nel totale, poi prese parte alle Olimpiadi di Seul 1988, dove confermò di essere il migliore della sua categoria vincendo la medaglia d'oro con 455 kg. nel totale, davanti all'ungherese József Jacsó (427,5 kg.) e al tedesco orientale Ronny Weller (425 kg.).
Ai Campionati mondiali ed europei di Atene 1989 Zacharevič non riuscì a terminare la competizione, in quanto fallì i tre tentativi nella prova di slancio.
Vinse la sua ultima medaglia in campo internazionale ai Campionati europei di Aalborg del 1990, ottenendo la medaglia d'argento con 442,5 kg. nel totale, battuto dal bulgaro Stefan Botev (445 kg.).
Si ritirò dall'attività agonistica l'anno successivo, dopo numerosi trionfi internazionali e dopo aver realizzato ben 35 record mondiali così suddivisi: 4 nei pesi medio-massimi (3 nella prova di strappo ed uno nel totale), 15 nei pesi massimi primi (6 nella prova di strappo, 4 nella prova di slancio e 5 nel totale) e 16 nei pesi massimi (9 nella prova di strappo, 2 nella prova di slancio e 5 nel totale).
Zacharevič ricoprì diversi incarichi all'interno della Federazione russa di sollevamento pesi, diventandone anche Presidente.